# باجرا کیتیابها
شاهزاده باجرا کیتیابها ماهیدول(تایلندی: พัชรกิติยาภา; آوایش تایلندی: pʰát.ɕʰā(ʔ).rá(ʔ).kì.tì.jā:.pʰā:; rtgsآرتی‌جی‌اس: Phatchara KitiyaphaPhatchara Kitiyapha; روی محبت شناخته شده به عنوان شاهزاده خانم پا یا پاتیهای) متولد شد و در 7 دسامبر سال 1978. او اولین نوه از پادشاه بهومیبول آدولیادج و ملکه سیرکیت از تایلند و تنها فرزند پادشاه ماها واجیرالونگکورن با شاهزاده سوامساوالی، ولیعهد و وارث تاج وتخت پادشاهی تایلند می باشد